# Statue votive de la Sainte-Trinité
La statue votive de la Sainte Trinité (en croate : Zavjetni kip Presvetog Trojstva) est une statue de pierre représentant la Sainte Trinité, située dans la ville d'Osijek, en Croatie. Elle est située à Tvrđa, sur la place de la Sainte-Trinité.

## Histoire
La statue a été construite entre 1729 et 1730 en mémoire d'un vœu contre la peste, ce qui était courant au XVIIIe siècle en Slavonie. La fabrication de la statue a été financée par la baronne Marija Ana Petraš, qui était la veuve du général des hussards, le vice-maréchal Maksimilijan Petraš.
La statue a été construite dans le style baroque. L'architecte était probablement Joseph Gerupp de Maribor .

## Description
La statue se compose d'un haut piédestal aux volutes gigantesques, portant cinq statues de saints invoqués comme défenseurs contre la peste : Saint Sébastien, Saint Roch, Saint Charles Borromée, Saint François Xavier et Sainte Rosalie. Sur le piédestal s'élève un haut pilier portant un groupe sculptural de la Sainte Trinité, qui montre les figures de Dieu le Père, du Christ et du Saint-Esprit (ce dernier représenté comme une colombe).
Il y a eu une rénovation en 1784 qui a ajouté un socle extérieur, sur lequel sont situées des statues plus petites de Saint Joseph, Sainte Marie, Sainte Catherine et Saint Jean Népomucène.
Il y a cinq inscriptions latines gravées sur la statue, qui contiennent des chronogrammes. Ils mentionnent les années de construction et de rénovation de la statue : 1729, 1730, 1829 et 1867.